# Notomastus
Genre
Notomastus est un genre de vers annélides polychètes marins vivant dans les fonds sableux et les vasières.

## Liste des espèces
Selon ITIS :
- Notomastus americanus
- Notomastus anoculatus Grube, 1878
- Notomastus daueri
- Notomastus giganteus
- Notomastus hemipodus
- Notomastus latericeus Sars, 1850
- Notomastus lineatus
- Notomastus lobatus
- Notomastus luridus
- Notomastus magnus
- Notomastus profundus Eisig, 1887
- Notomastus tenuis
- Notomastus variegatus

## Liste d'espèces
Selon WRMS :
- Notomastus (Clistomastus)
- Notomastus (Eisigella)
- Notomastus (Notomastus)
- Notomastus (Tremomastus)
- Notomastus aberans Day, 1957
- Notomastus abyssalis Fauchald, 1972
- Notomastus agassizii McIntosh, 1885
- Notomastus americanus Day, 1973
- Notomastus angelicae Hernandez-Alcantara et Solis-Weiss, 1998
- Notomastus annenkovae Zachs, 1933
- Notomastus annulus Hutchings et Murray, 1984
- Notomastus brasiliensis Grube, 1868
- Notomastus ceylonicus Pillai, 1961
- Notomastus chilensis Hartmann-Schröder, 1965
- Notomastus chrysosetus Hutchings et Murray, 1984
- Notomastus cinctus Fauchald, 1972
- Notomastus daueri Ewing, 1982
- Notomastus Eisigella
- Notomastus estuarinus Hutchings et Murray, 1984
- Notomastus exsertilis Saint-Joseph, 1906
- Notomastus fauveli Day, 1955
- Notomastus formianus Eisig, 1887
- Notomastus giganteus Moore, 1906
- Notomastus latericeus Sars, 1851
- Notomastus lobatus Hartman, 1947
- Notomastus magnus Hartman, 1947
- Notomastus parvus Berkeley, 1929
- Notomastus polyodon Gallardo, 1968
- Notomastus precocis Hartman, 1960
- Notomastus profondus (Eisig, 1887)
- Notomastus profundus (Eisig, 1887)
- Notomastus rubicundus (Keferstein, 1862)
- Notomastus sinosus Grube, 1877
- Notomastus teres Hartman, 1965
- Notomastus variegatus Berkeley et Berkeley, 1950
- Notomastus zeylanicus Willey, 1905